# Udo Schroeder
Udo Schroeder (* 13. September 1937 in Grevenbroich; † 29. Oktober 2010 in Wiesbaden) war ein deutscher Politiker (SPD) und ehemaliger Abgeordneter des Hessischen Landtags.

## Leben
Udo Schroeder zog mit seiner Familie 1948 nach Wiesbaden. Er studierte nach dem Abitur Germanistik und Geschichte in Frankfurt am Main und schloss das Studium mit beiden Staatsexamen ab. 1960 trat Schroeder in die SPD ein und arbeitete ab 1964 in der Geschäftsstelle der Wiesbadener Stadtverordnetenfraktion. Er arbeitete bis zu seinem Einzug in den Landtag als Lehrer am Dilthey-Gymnasium in Wiesbaden. Von 1968 bis 1970 war er Stadtverordneter in Wiesbaden und vom 1. Dezember 1970 bis 30. November 1978 Mitglied des Hessischen Landtags. 
Schroeder starb am 29. Oktober 2010 im Alter von 73 Jahren.